# Trillo
Trillo é um município da Espanha na província de Guadalajara, comunidade autónoma de Castilla-La Mancha, de área 161,78 km² com população de 1336 habitantes (2004) e densidade populacional de 8,26 hab/km². É conhecido por ter uma central nuclear, que faz parte das Centrais-Nucleares Almaraz-Trillo.

## Demografia
| Variação demográfica do município entre 1991 e 2004 | Variação demográfica do município entre 1991 e 2004 | Variação demográfica do município entre 1991 e 2004 | Variação demográfica do município entre 1991 e 2004 |
| --------------------------------------------------- | --------------------------------------------------- | --------------------------------------------------- | --------------------------------------------------- |
| 1991                                                | 1996                                                | 2001                                                | 2004                                                |
| 1378                                                | 1467                                                | 1356                                                | 1336                                                |